# Amomum tibeticum
Amomum tibeticum là một loài thực vật có hoa trong họ Gừng. Loài này được Te Ling Wu & Sen Jen Chen mô tả khoa học đầu tiên năm 1978 dưới danh pháp Hornstedtia tibetica. Năm 2018, Xing-Er Ye, Lin Bai và Nian-He Xia chuyển nó sang chi Amomum.

## Tên gọi
Tại Trung Quốc người ta gọi nó là 西藏大豆蔻 (xi zang da dou kou, Tây Tạng đại đậu khấu).

## Phân bố
Loài này phân bố tại Ấn Độ, Myanmar, Trung Quốc.